# Brauhaus am Lohberg
L'ancien entrepôt Brauhaus am Lohberg est un bâtiment historique situé dans la vieille ville hanséatique de Wismar, sur le vieux port. Construit en 1452, aujourd'hui, c'est une brasserie artisanale.
Le bâtiment est un monument historique .

## Histoire

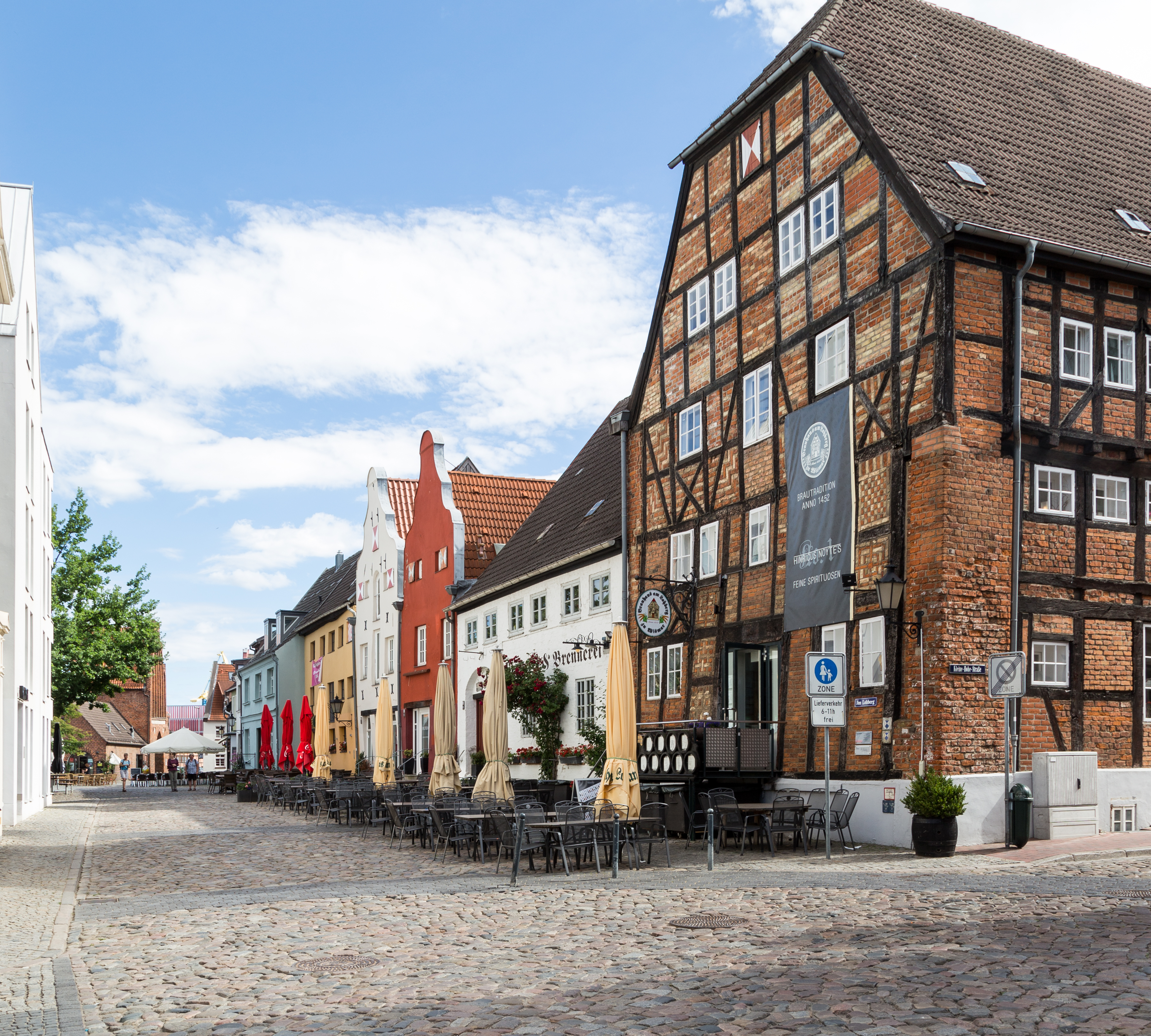
Rue Am Lohberg et à droite Kleine Hohe Straße

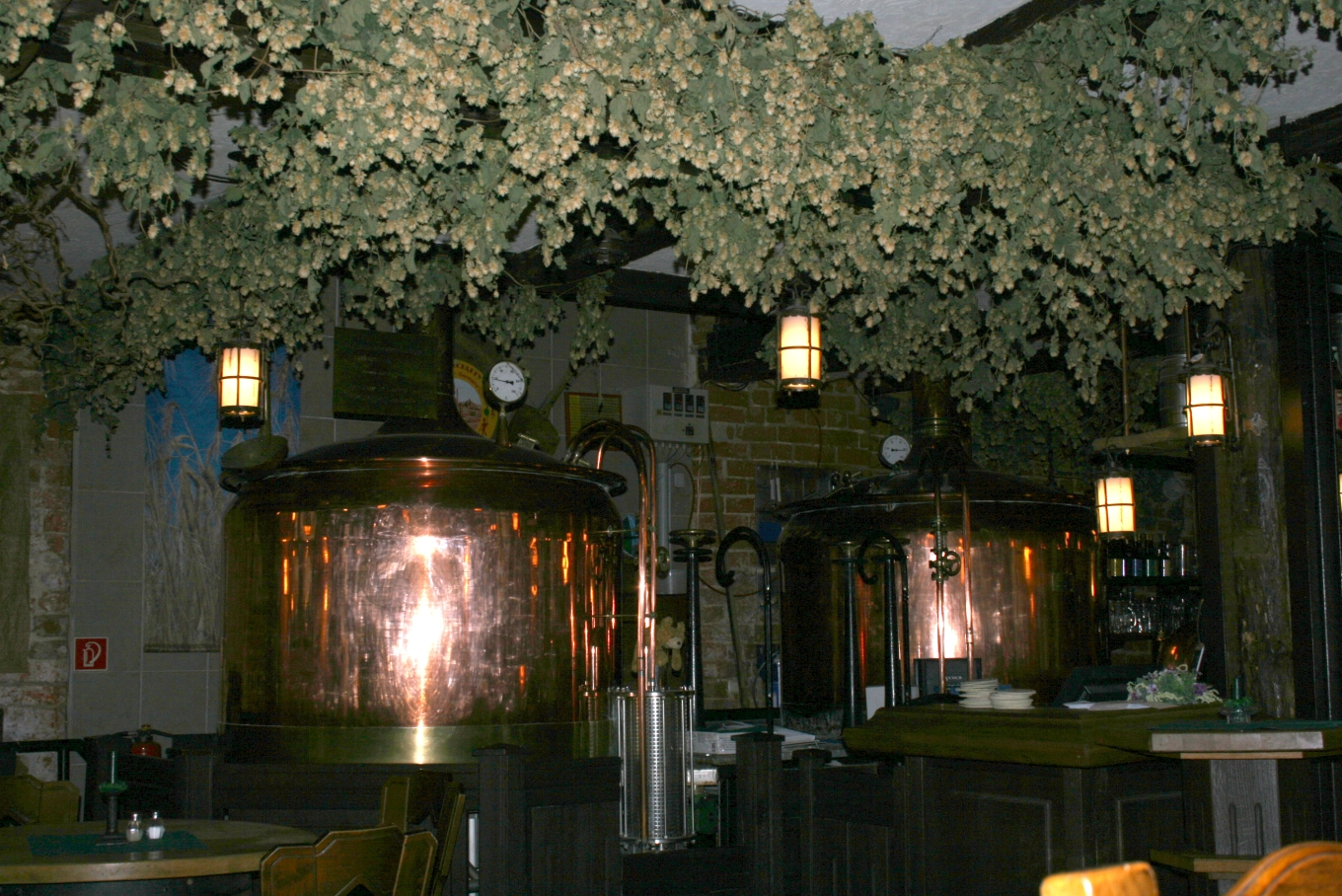
Bouilloire en cuivre dans la brasserie

La maison médiévale à colombages de trois étages avec un toit en croupe a été mentionnée pour la première fois en 1452. Les éléments structurels des périodes gothique et Renaissance ont été conservés.
A cette époque, le marchand et constructeur Henricus Noyte y produisait des spiritueux et de la bière Wismarer Wumme sous son propre nom. L'exportation lui a apporté, ainsi qu'à la ville, des revenus considérables .
Le bâtiment a été rénové en 1994-95 avec des fonds provenant du financement du développement urbain. Ici, de la bière (Wismarer Wumme) et du whisky sont produits . Après la rénovation, la maison sera utilisée par le restaurant de la brasserie, le café et la boutique.